# Groza (samochód pancerny)
Samochód pancerny „Groza” (ros. Бронеавтомобиль "Гроза") – samochód pancerny Białych podczas wojny domowej w Rosji.
11 października 1919 r., po zdobyciu Jamburga, żołnierze 5 Dywizji Liwieńskiej Armii Północno-Zachodniej opanowali bolszewicki samochód pancerny „Groza” typu Austin-Putiłow. Był on uzbrojony w 2 karabiny maszynowe. Miał 5 ludzi załogi. Został włączony w skład Dywizji pod tą samą nazwą. Według części źródeł pancerka jest wymieniana w spisach Dywizji już w sierpniu 1919 r. Wspierała ona piechotę podczas odwrotu Armii, w walkach obronnych nad rzeką Pliussą, zaś w poł. grudnia w rejonie Swiato-Uspieńskiego Piuchtickiego Monastyru. Następnie „liwieńcy” przeszli na terytorium Estonii, gdzie zostali rozbrojeni i internowani. Samochód pancerny „Groza” przejęła armia estońska, w składzie której występował aż do 1940 r.